# Передвижная библиотека

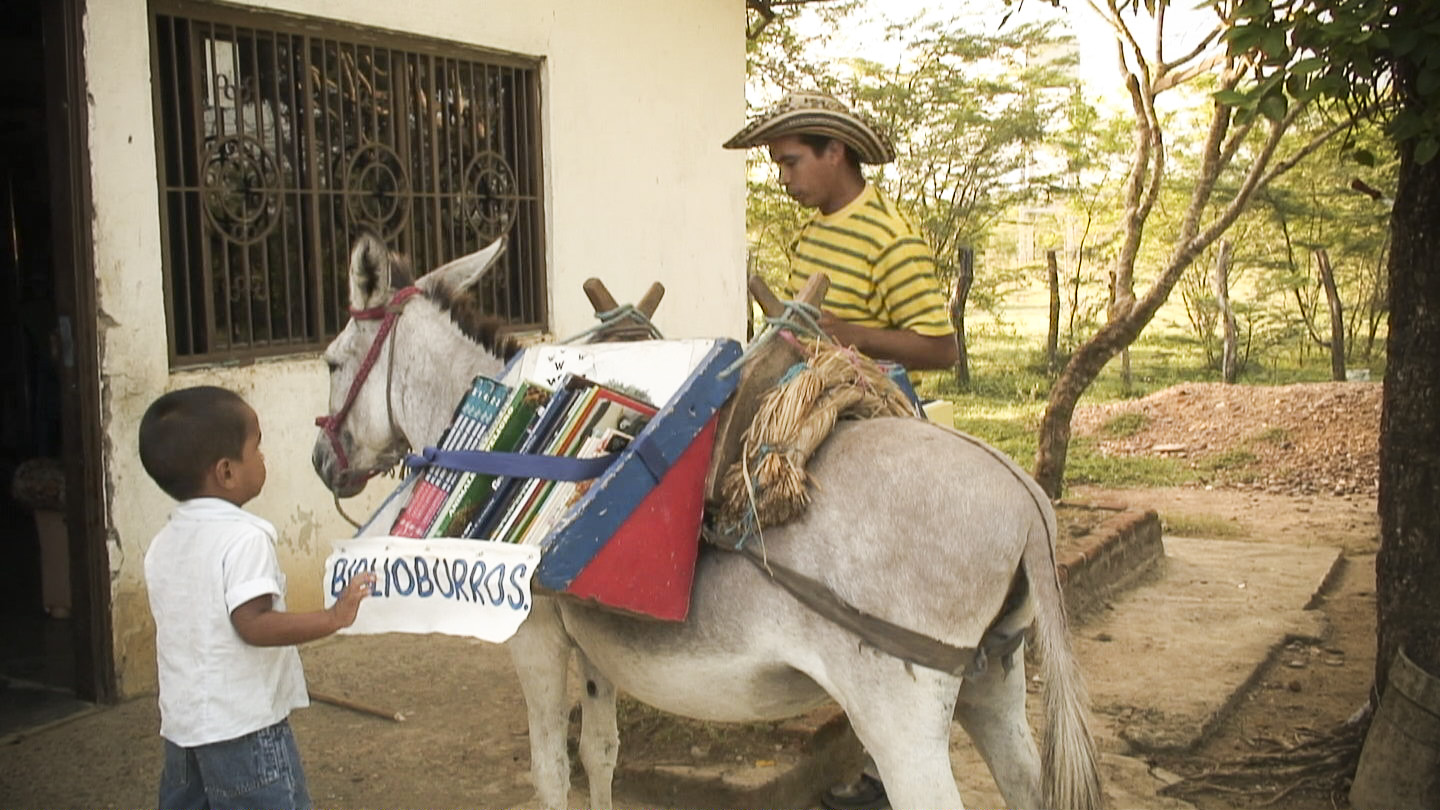
Передвижная библиотека Библиобурро в Колумбии

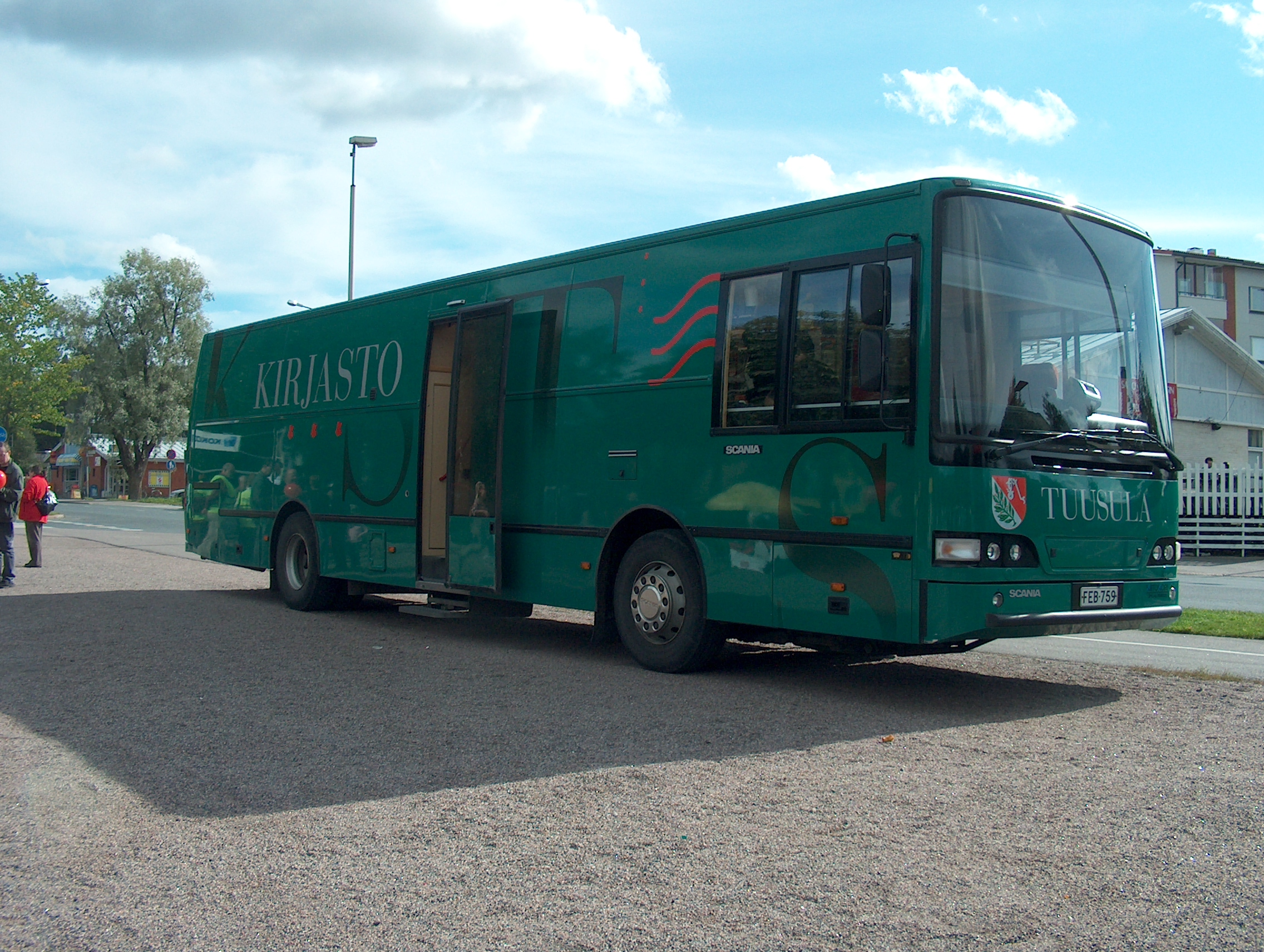
Передвижная библиотека в Финляндии

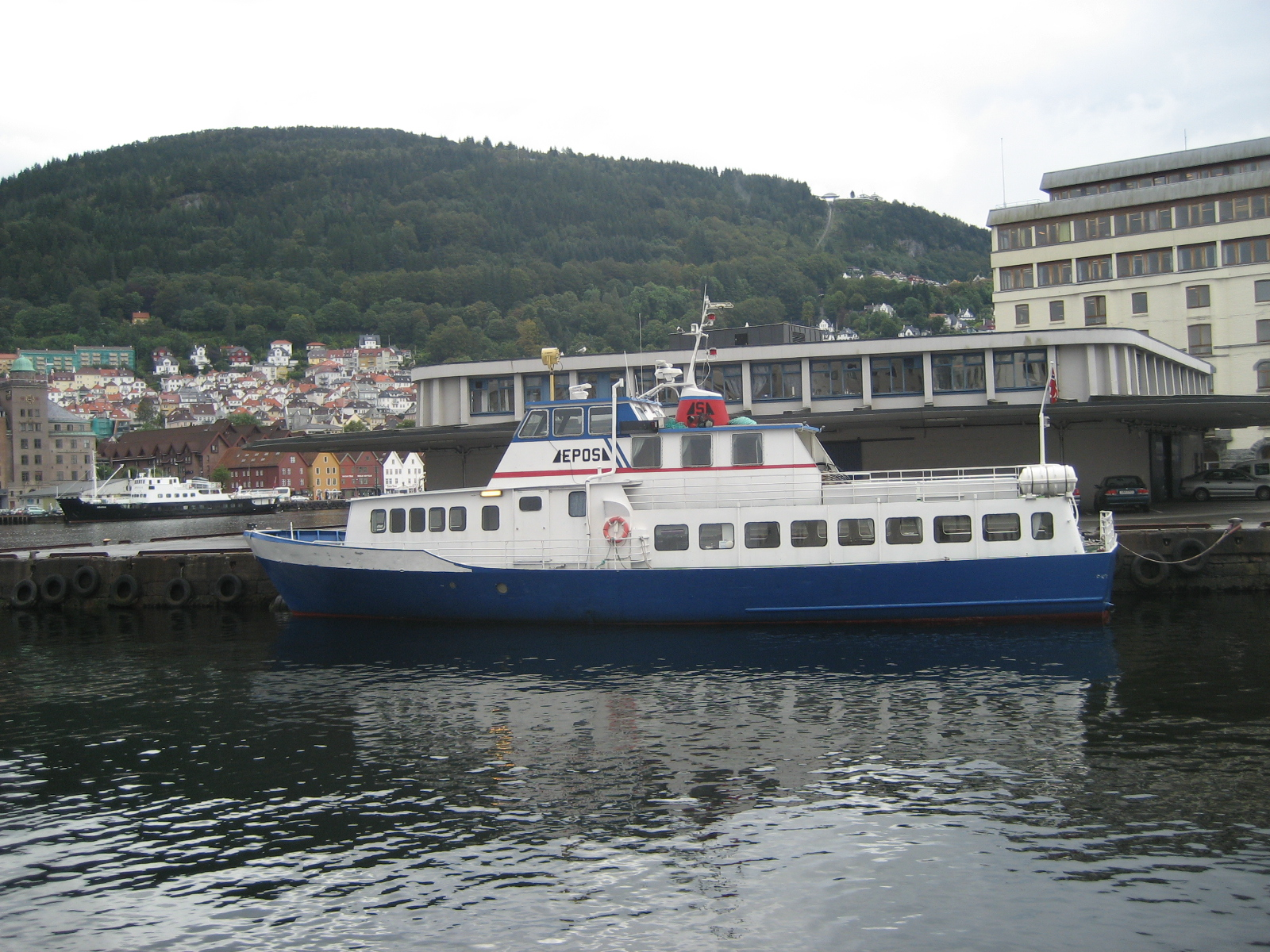
Катер переоборудованный под библиотеку. Норвегия

Передвижная библиотека, передвижка — библиотека, транспортное средство (обычно автобус, иногда грузовик), оборудованное полками или витринами для транспортировки книг и меняющая своё расположение с целью обслуживания читателей отдалённых от стационарной библиотеки. Удобно для маленьких и отдалённых населённых пунктов, где создание обычной библиотеки нецелесообразно. В западных странах мобильные библиотеки иногда предназначались для инвалидов имеющих ограничения в движении, однако этот сервис вытеснил интернет и простой заказ по телефону.

## История
Идеи о создании передвижных (страннических) библиотек высказывались в конце XIX века, с развитием и распространением транспортных средств. Так, их поборником выступал американский библиотекарь и библиограф Мелвил Дьюи, который занимая пост руководителя Библиотеки штата Нью-Йорк провёл испытания возможностей, предоставляемых такой системой. Этот опыт учитывался американскими библиотекарями при внедрении передвижных читален. К концу 1900-х годов десятилетия окружные библиотеки такого типа внедрялись в Калифорнии: «Ящики с книгами, так выглядели тогда передвижки, можно было увидеть в лавках, школах, полицейских участках, церквах». Считается, что в США первая передвижная библиотека появилась в 1904 году (по другим данным в 1905 году) в штате Мэриленд; её автором стала Мэри Титкомб. В начале XX века в Российской империи существовали библиотеки «железнодорожные и передвижные по линиям железных дорог» (вагоны-библиотеки), предназначенные, в первую очередь для обслуживания нужд работников и членов их семей. Так, в 1899 году на линии Сибирской железной дороги было создано 3 библиотеки такого типа, в 1902 году — 10, а в 1912 году, когда их численность достигла 69, уже 35. Таким образом, к 1912 году из расчёта на 100 вёрст пути приходилась одна дорожная читальня, причём, в Европейской части России, где сеть железнодорожных сообщений была более плотной, этот показатель был ещё выше. К 1913 году в распоряжении ведомства Министерства путей сообщения насчитывалось 226 библиотек с отделениями.
В советский период на волне борьбы с неграмотностью передвижным читальням уделялось значительное внимание. Фрида Доблера писала в середине 1920-х годов, что небольшая стационарная (постоянная) библиотека не отвечает современным требованиям: «Быстро исчерпанная и никому больше ненужная, она через короткий срок становится мёртвым кладом. А между тем, эта же библиотека, использованная в одном месте, могла бы прекрасно сослужить службу в другом, а читатели её взамен отданных книг — получить новые из другого пункта». По её словам, к основным преимуществам нестационарных читален можно отнести: быстрое изменение фондов изданий, повышенный оборот книг и меньшие затраты рабочего времени. Наиболее распространённые типы советских передвижных библиотек в 1920-е годы создавались на централизованной основе, когда в уездах имелся передвижной фонд, снабжающий литературой весь уезд. 29 октября 1921 года на базе районного клуба рабочих «Пролетарская кузница» передвижная библиотека была создана в столовой одного из цехов московского завода АМО ЗИЛ. Первоначально её членами стало около 300 заводчан. Увеличению фондов заведения способствовало сотрудничество с Московским государственным университетом имени М. В. Ломоносова; в 1934 году этот вуз официально оформлил шефство. К началу Великой Отечественной войны в 10 филиалах заводской библиотеки наличествовало более 100 000 изданий, её посещали более 25 000 человек. После строительства в 1931 году Дворца культуры ЗИЛа передвижная библиотека была помещена туда. Позже она стала частью Государственной библиотеки имени В. И. Ленина, поделившейся со своим филиалом частью книг. В XXI веке Дворец культуры был преобразован в Культурный центр ЗИЛ; читальню посещают более 5 000 членов, в ней созданы целый ряд кружков, проводятся мастер-классы, лекции, концерты и. т. д. В годы Великой Отечественной войны передвижные библиотеки открывались при санитарных учреждениях различного типа, они играли важную пропагандистскую роль. Кроме передвижных, в СССР также существовали библиотеки-книгоноши, доставлявшие литературу непосредственно в дом. Получили передвижные библиотеки и в современной России. С 20 марта 2007 года по Ленинградской области ездит «библиобус» марки Mercedes.
В Германии впервые появилась подобная библиотека в 1920-е годы в городе Мюнхене на базе трамвая. В 1926 муниципальная библиотека города Вормс организовала автобус. В некоторых странах (Норвегия, Индонезия) книги доставляются водным путём. В Кении для этой цели используют вьючных животных (в частности, верблюдов), а в некоторых странах, в частности, в Перу, Венесуэле книги доставляют в труднодоступные горные районы на ослах и мулах. Так, в Эфиопии издания привозят запряжённые в повозки ослы.